# John Paay
John Paay, geboren Johannes Paaij (Rotterdam, 15 november 1925 – 6 mei 2019), was een Nederlands bandleider, componist en arrangeur. Tien jaar lang was hij in West-Duitsland leider van de bigband John Paay Orchestra. Bij terugkeer in Nederland stond hij aan het hoofd van de bigband The Evergreens. Daarnaast was hij eigenaar van de muziekstudio Soundhouse.

## Biografie
Paay is de vader van de zangeressen Patricia Paay en Yvonne Keeley, en grootvader van het model Christina Curry.
Hij groeide op in Rotterdam-Zuid en kreeg vanaf zijn achtste vioolles. In zijn hbs-tijd speelde hij in het schoolorkest. Door de vele bevrijdingsfeesten trad hij veel op en van zijn verdiende geld kocht hij een altsaxofoon. Toen hij zijn vader vertelde dat hij een loopbaan in de muziek wilde, reageerde die met: "Als je daarvoor kiest moet je het goed doen. Zorg dat je de beste wordt!" Hij besloot daarop om een vervolgopleiding te doen aan het conservatorium, met als specialisatie arrangeren en dirigeren. Ook leerde hij daar klarinet spelen. Ondertussen verplaatsten zijn optredens zich van bevrijdingsfeesten naar de uitgaansgelegenheden in het zwaarbeschadigde naoorlogse Rotterdam.
Na twee jaar conservatorium vond hij zich voldoende in staat om te arrangeren en besloot hij zijn studie af te breken. Hij richtte het John Paay Orchestra op, met als doel de Amerikaanse soldaten in West-Duitsland na te reizen. Met een viool als instrument leidde hij de band die bestond uit twee saxofonisten, een pianist, gitarist, bassist en een drummer. Ze traden op in geheel West-Duitsland, eerst vooral met dansmuziek voor Amerikaanse militairen en later ook met operettemuziek en schlagers voor het Duitse publiek. Ze bleven bij elkaar tien jaar in West-Duitsland wonen en werken, tot hun oudste dochter Patricia naar de lagere school moest.
Bij terugkeer in Nederland richtte hij de bigband The Evergreens op, met tussen de elf en zeventien leden. Hiervoor componeerde en arrangeerde hij zijn eigen liedjes. Hierin speelde ook zijn zus Telma en later ook zijn vijftienjarige dochter Patricia. Hij arrangeerde optredens in de horecagelegenheden van Rutex. Impresario Lou van Rees regelde voor hem een contract met de Holland-Amerika Lijn, waardoor ze optraden op cruiseschepen van Rotterdam via New York naar de Bahama's. Aan het eind van de jaren zeventig was de tijdgeest zodanig veranderd dat hij de band ophief. Zijn afscheidsoptreden gaf hij in 1978 in het Oude Luxor Theater onder zijn eerdere bandnaam John Paay Orchestra en met zang van zijn dochter Patricia. In 2000 verscheen uiteindelijk nog de maxisingle Daddy van Patricia Paay and the John Paay Orchestra.
Begin jaren zeventig nam hij de muziekstudio Soundhouse in Schiedam over. In de studio werden elpees van andere artiesten nagespeeld, en via het warenhuis V&D tegen lage prijzen verkocht. Doordat de verdiensten laag waren, stapte hij over naar reclamemuziek. Hij schreef muziek onder reclames van grote bedrijven, zoals van Unilever. Aan het begin van de jaren negentig droeg hij het roer van de muziekstudio over.

## Trivia
- John Paay is de ontdekker van zangeres Marjan Kampen, in 1981 de opvolgster van Mirella in het duo Frank & Mirella.[3]
- In 1982 gaven zijn vrouw en twee dochters in de TV Show een optreden als The Andrews Sisters, dat de aanzet vormde voor de oprichting van de succesvolle damesgroep The Star Sisters.[4][5]
- In 2017 gaf hij zijn dochter Patricia les in dirigeren, toen zij meedeed aan het televisieprogramma Maestro.[6]

- MusicBrainz: 113c0527-3e4c-401e-8b16-1d4c4a247c37
- Virtual International Authority File: 305542002